# František Čáp
František Čáp (ur. 7 grudnia 1913 w Čachovicach, zm. 12 stycznia 1972 w Ankaran) – czeski reżyser i scenarzysta filmowy, pracujący i mieszkający od 1952 w Słowenii. W czasie swojej trwającej ponad trzy dekady kariery wyreżyserował 30 filmów fabularnych. Laureat głównej nagrody na 1. MFF w Cannes za film Ludzie bez skrzydeł (1946).